# Keborangan
Keborangan is een bestuurslaag in het regentschap Batang van de provincie Midden-Java, Indonesië. Keborangan telt 838 inwoners (volkstelling 2010).